# Emílio Garrastazu Médici
Emílio Garrastazu Médici ([eˈmilju ɡɐʁastaˈzu ˈmɛd(ʒi)si]; 4. prosince 1905 – 9. října 1985) byl brazilský voják a politik, člen vojenské junty, jež se dostala k moci pučem roku 1964. Generálem se stal roku 1961. Sloužil jako 28. prezident své země v letech 1969–1974. Jeho autoritativní vláda znamenala vyvrcholení moci brazilské junty. Vedle přísné cenzury a mučení vězňů ovšem jeho období přineslo také výrazný ekonomický růst (brazilský ekonomický zázrak), a Médici byl proto poměrně populárním prezidentem.

## Vyznamenání
V letech 1969–1974 byl ex offo velmistrem brazilských řádů:
- Řád Jižního kříže
- Řád Rio Branco[1]
- Národní řád za zásluhy[2]

### Zahraniční vyznamenání
- velkokříž s řetězem Řádu svatého Jakuba od meče – Portugalsko, 24. dubna 1972[3]
- velkokříž s řetězem Řádu věže a meče – Portugalsko, 9. května 1973[3]